# Iclod (gmina)
Iclod – gmina w Rumunii, w okręgu Kluż. Obejmuje miejscowości Fundătura, Iclod, Iclozel, Livada i Orman. W 2011 roku liczyła 4263 mieszkańców.